# Theridion plaumanni
Theridion plaumanni är en spindelart som beskrevs av Claude Lévi 1963. Theridion plaumanni ingår i släktet Theridion och familjen klotspindlar. Inga underarter finns listade i Catalogue of Life.